# Need for Speed: Heat
Need for Speed: Heat (hay còn được biết đến là: NFS Heat) là một trò chơi điện tử đua xe, thế giới mở và là phần thứ 24 của dòng game sê-ri đua xe nổi tiếng Need for Speed, phát triển bởi hãng Ghost Games và phát hành bởi công ty Electronic Arts. Trò chơi được phát hành vào ngày 8 tháng 11, năm 2019 dành cho các hệ máy Microsoft Windows PC, Xbox One và Playstation 4.
Need for Speed: Heat bao gồm 127 số xe, trong đó có các siêu xe thuộc hãng Ferrari quay trở lại hiện diện trong game kể từ sự vắng mặt trong phần Payback và hãng siêu xe mới Polestar thuộc tập đoàn xe Volvo cars. Trò chơi loại bỏ chức năng thời gian Ngày - Đêm 24 giờ, tuy nhiên người chơi có thể chọn kiểu đua Buổi sáng (Day) hoặc đua Buổi tối (Night). Vào ban ngày, người chơi tham gia các cuộc đua hoặc các sự kiện trên đường phố để thưởng tiền nâng cấp hoặc phụ tùng cho chiếc xe, ngược lại ban đem người chơi có thể tham gia các cuộc đua trái phép để thưởng REP.
Khác hoàn toàn với Need for Speed: Payback, chức năng xe cảnh sát tuần tra (Free-roam cops) trở lại xuất hiện trong game và hệ thống truy đuổi của xe cảnh sát trong Heat rất hung hăng. Vào ban ngày, người chơi chỉ bị cảnh sát địa phương truy đuổi trong chiếc Ford Crown VIctoria. Ngược lại vào ban đêm, "heat level" của người chơi càng cao thì sẽ bị cảnh sát liên bang, trực thăng và xe cơ động truy đuổi.
NFS Heat sẽ là phần game cuối cùng phát triển bởi hãng lập trình Ghost Game. Vào tháng 2 năm 2020, công ty EA chuyển đổi hãng lập trình game Need For Speed cho Criterion Games

## Nội dung chính
Toàn bộ sự kiện của game đều tập trung tại 1 thành phố chỉ sống bằng cách đua xe - Palm City (lấy cảm hứng từ thành phố Miami, tiểu bang Florida, Hoa Kỳ). Các cuộc đua xe hợp pháp thuộc giải Speedhunters Showdown thường được tổ chức vào ban ngày, khán giả quanh đây thật sự thích thú. Nhưng khi đêm về sẽ xuất hiện 1 thành phần đua xe đường phố để tạo nên tiếng tăm - khiến lực lượng cảnh sát ở đây phải vào cuộc thật mạnh. Trung uý Frank Mercer - người đứng đầu lực lượng đặc biệt chuyên vây bắt đua xe đường phố, đã cam đoan rằng sẽ xử lý thật mạnh vấn nạn nào. Thực tế, đằng sau những vụ bắt những tay đua bất hợp pháp, Frank Mercer và đồng bọn thực hiện âm mưu mờ ám.
Mở đầu phần chơi là sự kiện xảy ra 5 ngày trước, Joe, Ana và Richie đang ở giữa cuộc đua chống lại nhóm đối thủ để giành một vị trí trong Liên minh. Đi về phía bắc qua Sandino Ranches, phi hành đoàn của Ana đang cố gắng hết sức để cuối cùng cũng được vào The League và nỗ lực của họ đang được đền đáp ... cho đến khi họ bị chặn ngay khi họ tiến vào Palm City và vô tình trở thành mục tiêu của Lực lượng Đặc nhiệm Tốc độ cao. Richie nghĩ rằng anh ta biết ai là cảnh sát đang truy đuổi mặc dù Ana không để ý đến những gì cô ấy tin là cuồng loạn. Khi cuộc truy đuổi tiếp tục, Richie trở nên bối rối hơn bởi đám cảnh sát truy đuổi và từ bỏ cuộc đua, điều này khiến Ana ngạc nhiên. Cuộc đua tiếp tục qua Downtown Palm City, khi Lực lượng Đặc nhiệm Tốc độ cao tăng số lượng để truy đuổi các tay đua, các đơn vị đóng rào các đường phố gần đó và cuộc đua được chuyển hướng qua Cầu Mercy đến Bờ biển Eden. Khi các tay đua tiếp tục băng qua cầu, một chiếc trực thăng cảnh sát; gọi tên "AIR-1", tham gia theo đuổi và bắt đầu theo dõi Polestar 1 '19 được độ lại của Joe. Áp lực từ các đơn vị Lực lượng cảnh sát tiếp tục gia tăng, và khi Joe tập trung đến việc theo dõi AIR-1, Ana chịu ảnh hưởng sự chú ý của nó, để Joe giành chiến thắng trong cuộc đua. Khi chiếc AIR-1 bị mất tập trung và các đơn vị truy đuổi có ý định bắt các tay đua còn lại, Joe phải về đích ở cuối phía nam của Eden Shores, nơi một rào chắn đã được triển khai. Sau khi băng qua vạch đích, Joe nhanh chóng kêu gọi họ nên xuống đường và Ana đồng ý mà không miễn cưỡng.
Trong lúc tẩu thoát, Joe không thể thoát khỏi Shaw (cánh tay phải của Frank Mercer) tông một phát chí mạng vào xe. Với chiếc xe Poletar 1 của mình dưới đáy biển, anh ta quay trở lại Palm City nhưng đã gặp Ana trên đường đi. Ana hỏi Joe điều gì đã xảy ra với anh ta và chiếc xe của anh ta, nhưng anh ta không quan tâm đến việc giải thích thử thách của mình cho cô ấy, cho Ana biết rằng anh ta cùng Richie tạm lánh đến Vịnh Ventura. Việc anh ta vội vã rời khỏi Palm City khiến Ana mất đi thành viên chủ chốt của The League.
Người chơi bước vào nhà để xe của Lucas và được chào đón bởi chính người đàn ông, mặc dù anh ta đang nói chuyện điện thoại với một khách hàng khi anh ta chào người chơi. Song hành với việc đó, Ana Rivera đã ngỏ ý với người chơi cùng thành lập 1 băng nhóm đua xe để tiến đến The League. Bước đầu tiên của người chơi và Ana sẽ là đánh bại băng nhóm Speed Boys của Kenny ngay trong đêm khi Ana và người chơi sẵn sàng chiến đấu.
Ana Rivera đã báo với người chơi rằng nhóm Speed Boys mời họ đến để tham gia cuộc đua tiến đến The League. Sau khi họ đánh bại nhóm Speed Boys, họ tấp vào 1 cây xăng gần đó để nghỉ ngơi. Trớ trêu thay là cảnh sát đã phát hiện cuộc đua, họ đã theo dõi Ana và người chơi. Nhân lúc Ana và người chơi đỗ xe ngay trạm xăng thì tên sĩ quan Danny Shaw cho người đến đưa chiếc xe của Ana lên thùng. Sau khi tra khảo cả 2 thì Shaw định lấy luôn xe của người chơi, may mắn thay Eva Torres hối thúc Shaw tiếp tục đi tuần tra nên người chơi vẫn giữ được chiếc xe của mình. Shaw gia hạn cho Ana 10 ngày để cô có thể lấy lại xe hoặc hắn doạ nạt Ana bằng cách đưa chiếc xe của Ana đi nghiền nát. Người chơi đưa Ana về nhà với tâm trạng bất lực.
Ana vừa nghe tin là có 1 băng nhóm đua xe tên là Dreamkillers đã biết đến danh tiếng của người chơi và có ý định gạ đua băng nhóm của người chơi. Lần này không phải là 2 băng đua chung với nhau, sẽ là từng thành viên tách ra mỗi người mỗi địa điểm khác nhau để người chơi đến tham gia đua với từng thành viên trong băng. Có 3 cuộc đua với 3 tay đua là Nari, Oscar và Jordyn. Vì Ana không có xe nên không thể tham gia, 1 mình người chơi sẽ lần lượt đua với Nari và Oscar trước. Sau khi thắng Nari và Oscar, người chơi quyết định rủ Ana đi chung xe để đua với thành viên cuối cùng - Jordyn. Khi Ana và người chơi vừa đến điểm xuất phát thì không phải kiểu 1 chọi 1 mà là 1 chọi 3. Điều đó không hề làm khó người chơi, nên người chơi đã giành chiến thắng ngay trong đêm. Để ăn mừng chiến thắng thì Ana đã rủ người chơi đi ăn. Chuyện không may mắn đã đến, cả 2 vừa đến quán thì chứng kiến xe của Shaw đỗ ở bên ngoài, Ana đã có ý định phá xe của Shaw cho bỏ tức. Sau khi phá xe của Shaw thì Eva lại đến, Shaw gọi Eva đến mở cốp xe ra thì bên trong chứa rất nhiều tiền. Điều này khiến Ana tò mò nên vẫn nấp ngay xe của Shaw để nghe ngóng chút thông tin. Sau đó cả Ana và người chơi tẩu thoát ngay trong đêm. Ngày hôm sau, băng Dreamkillers hẹn Ana và người chơi tái đấu vào buổi tối theo kiểu 2 băng sẽ đua với nhau để tranh giành vị trí lên Liên Đoàn. Ana cũng cho biết rằng cô đã tìm được xe khác để đua nên cô đã sẵn sàng. Nhưng chiếc xe Ana "mượn tạm" để đua chính là chiếc Chevrolet Camaro SS đời 1967 màu vàng của cha cô - chiếc xe mà Lucas nâng niu sửa chữa hằng ngày hằng đêm, anh ta không cho phép bất kì ai cầm lái hoặc sờ mó vào chiếc xe đó. Khi cuộc đua diễn ra hơn nửa chặng đường thì cảnh sát ập đến khiến cho đoàn đua tan rã mỗi người một phương. Shaw cũng góp mặt với đội cảnh sát, nhưng hắn ta một lần nữa chạm trán với Ana nên hắn đã đâm vào xe của Ana. Sau 1 lúc bị truy đuổi gắt gao thì Ana cầu cứu người chơi đuổi theo Shaw, người chơi cùng với Ana hất văng Shaw khiến chiếc xe của Shaw bị lật và số tiền bay khắp màn đêm. Cả Ana và người chơi đều tản ra mỗi người một nơi lẩn trốn an toàn. Chiếc Camaro bị thiệt hại khá nặng. Lucas biết tin dữ này, anh ta đã không hài lòng và chỉ trích Ana vì hành động liều lĩnh của mình.
Sau trận cãi nhau với cô em gái nhỏ Ana, Lucas bắt đầu tìm kiếm từng bộ phận để sửa lại chiếc xe thân yêu. Anh ta vừa nghe tin rằng có chỗ chuyên bán đồ tháo xe vừa nhập kho một số bộ phận trên chiếc Camaro đời 1967 nên anh đã liên lạc họ để mua toàn bộ. Xui xẻo thay rằng họ cho rằng bởi vì Lucas đã từ giã sự nghiệp tốc độ nên họ không muốn bán đồ cho Lucas. Người chơi sẽ giúp Lucas thương lượng để mua đồ bằng cách tham gia đua xe vượt địa hình với họ. Lucas biết chuyện nên đã gửi sẵn 1 chiếc xe ở đó cho người chơi có thể tham gia đua. Sau khi chiến thắng cuộc đua thì người chơi đã gặp Roshni - 1 tay đua địa hình chuyên nghiệp kiêm hacker và là chủ tiệm bán đồ tháo xe. Roshni đã cho người vận chuyển hàng đến tại ga-ra nhà Rivera để Lucas tiếp tục sửa xe, sau đó vì cô rất ấn tượng với màn đua của người chơi nên cô quyết định chọn người chơi làm đối tác làm ăn đáng tin cậy và cô sẽ mời anh đua xe để đổi lấy từng món phụ tùng độ xe.
Quay lại với Ana, từ khi cô và Lucas cãi nhau về chiếc Camaro thì cô hầu như muốn tránh xa Lucas. Vô tình cô nhận được tin nhắn về việc lấy lại xe, cô hớn hở báo tin với người chơi và người chơi đồng ý đi cùng. Họ hẹn gặp Ana tại bãi đỗ xe gần bãi biển Eden, cả người chơi và Ana đến đợi. Người gửi tin đến Ana không phải ai khác, đó là Eva Torres - 1 tay sai đắc lực của Frank Mercer. Sau khi chất vấn và điều tra hai bên với nhau thì Eva cho biết rằng số tiền lúc trước trong cốp xe của Shaw là thuộc về Mercer. Ông ta có được số tiền đó từ những chiếc xe đang được cất giấu tại 1 kho bí mật. Eva còn cho biết thêm rằng người của Mercer đang vận chuyển những chiếc xe và chính Mercer đang truy sát Ana, vì thế cả người chơi lẫn Ana đã lập nên kế hoạch bám đuôi 1 tên lính lác của Mercer để đến sào huyệt chứa những chiếc xe bên trong. Sau 1 lúc bám đuôi thì họ đã đến nơi. Họ lẻn vào trong để quan sát động thái , vô tình Ana phát hiện chiếc xe của cô đang phủ bạt và đợi vận chuyển, cuối cùng Ana đã đồng ý theo phe của Eva và cùng người chơi lập nên kế hoạch lật đổ lực lượng của Mercer.
Sau 1 thời gian suy nghĩ, Ana đã lập nên kế hoạch để phơi bày sự thật về những hoạt động bí ẩn của Mercer bắng cách xin gia nhập The League để tổ chức 1 cuộc đua cùng với 2 tay đua giỏi nhất của League - Manta và Haley. Cuộc đua sẽ được diễn ra vào ban đêm, chặng đua của họ sẽ đi ngang qua đài thiên văn - là nơi đang tổ chức buổi phát sóng trực tiếp lễ khai mạc giải đua Speedhunters Showdown, cả đoàn đua sẽ gây sự chú ý của tổ phóng viên bằng cách phóng xe bay qua khỏi lễ đài để khiến cho trực thăng của nhà đài bám theo đoàn đua. Sau khi cả đoàn đua dẫn dắt chiếc trực thăng bám theo họ đến vạch đích - là đường vào nhà kho bí ẩn của Mercer, trớ trêu thay là bằng 1 cách nào đó, Mercer đã biết rõ kế hoạch của Ana nên hắn đã cho người phục kích đuổi bắt đoàn đua. Manta và Haley bị bắt, còn người chơi và Ana đã chạy thoát thành công.
Phía The League cho rằng Ana đã dẫn họ vào bẫy, gây nên 1 sự hiểu lầm và họ rất căm ghét Ana. Sau khi tẩu thoát, Ana biết được chúng sẽ diệt khẩu những ai làm lộ vị trí bí ẩn của Mercer. Vì lo sợ nên Ana và người chơi tức tốc chạy về garage, Mercer đã ở đó đánh đập Lucas, còng tay Lucas và lăm le nổ súng giết Lucas. Ana và người chơi phải quy hàng để cứu Lucas, họ phải đi theo Mercer để thế mạng cho Lucas. Khi Ana và người chơi ở trên xe của Mercer, hắn cho Ana xem 1 đoạn video ghi lại lúc cô và người chơi lảng vảng ngay nhà kho của hắn. Hắn tra hỏi cả người chơi và Ana, Ana không khai gì, hắn sẽ khiến Ana phải khai bằng cách quay về đánh Lucas để Ana phải khai ra, trùng hợp lúc đó Lucas vừa đến và đâm thẳng vào xe của Mercer, giải cứu Ana và cả người chơi. Trước khi chạy thoát thì Ana có quay lại xe và lấy đi cái máy tính của Mercer. Cả ba chạy thoát đến North Cloudbank.
Tại đây, Lucas đã sắp xếp được 1 nơi an toàn để Ana và người chơi có thể lẩn trốn. Nơi đó chính là nơi Lucas thường đến mỗi khi gia đình có chuyện. Và chính nơi đây, Lucas đã trải lòng cho người chơi biết rằng người cha đáng kính của họ đã mất vì suy tim, anh ta hối hận vì không nghe lời bố và vì thế anh ta từ bỏ đua xe. Sau đó, Ana, người chơi và Lucas đã làm hoà và tái hợp thành 1 băng đảng cùng chung chí hướng lật lọng Mercer.
Để lấy được dữ liệu, đầu tiên họ phải truy cập vào máy tính của Mercer để tìm kiếm bằng chứng, nhưng máy đã bị khoá bằng mật mã. Người chơi đã liên hệ với Roshni để hỏi cách "phá mật mã" máy tính của Mercer, Roshni đã gửi cho người chơi phần mềm để hack bằng cách để điện thoại gần máy tính là nó sẽ tự mở khoá. Người chơi mừng rỡ gửi nó đến Ana và bắt đầu quay về để lập kế hoạch. Khi máy đang mở khoá thì tay sai của Mercer đã phát hiện ra vị trí của họ, nên Ana đã quyết định chạy xe để thoát khỏi bọn chúng và để câu giờ cho Lucas gửi email về toàn bộ thông tin trong máy tính của Mercer đến thẳng toà soạn của nhà đài WFFL. Sự thật đã được phơi bày, Mercer không trả lời phỏng vấn của đài và ngoảnh mặt bước đi. Khi tin tức được lan truyền đến khắp thành phố nên The League cũng biết chuyện, Haley và Manta đã nhận ra rằng bè phái của Mercer đã úp sọt đoàn đua nên họ đã làm hoà với Ana và người chơi.
Sau đó họ cùng với The League và các nhóm đua xe khác lập nên 1 kế hoạch cực kì liều lĩnh - cả đoàn đua sẽ tổ chức 1 màn đua với điểm xuất phát là đồn cảnh sát phố Eden và đích đến là cầu cảng Murphy. Mở đầu màn đua, họ sẽ chạy 1 vòng quanh đồn cảnh sát để kêu gọi dụ dỗ toàn bộ cảnh sát đuổi theo họ, sau đó cả đoàn đua dẫn dụ toàn bộ cảnh sát đến thẳng cầu cảng Murphy - nơi mà lực lượng của Mercer đang cho vận chuyển mấy chiếc xe đua mà hắn cướp được rời khỏi thành phố. Cảnh sát vừa ập đến niêm phong các kiện hàng và bắt hết những ai thuộc lực lượng của Mercer.
Sau khi tra khảo thì họ vẫn chưa thể tìm ra Mercer còn ở hiện trường hay không, bất ngờ thay Mercer cầm lái chiếc BMW M3 màu bạc phóng ra từ thùng container và tẩu thoát. Cảnh sát bận bịu bắt giữ toàn bộ lực lượng, còn người chơi và Ana đuổi bắt Mercer. Eva biết chuyện nên yêu cầu người chơi hất văng xe của Mercer và chạy đi, để cô ta đối mặt với Mercer. Sau khi xe của Mercer bị hất văng và hỏng hoàn toàn, Eva vừa đến, Mercer không ngờ rằng Eva là người đã lệnh cho người chơi và Ana phơi bày vụ việc mờ ám của Mercer, Mercer như thể chết đứng và Eva đã nổ phát súng tử hình Mercer ngay trong đêm đó.
Ngày hôm sau, các thành phần từng nằm dưới trướng của Mercer đã bị bắt, những người còn lại của lực lượng sẽ nằm dưới quyền kiểm soát của Eva Torres. Cô ta tuyên bố: "Đã từ lâu Mercer sử dụng đồn cảnh sát này vì quyền lợi của hắn, giờ không còn nữa. Đến lúc cả lực lượng trở về mục đích chính là kết thúc vấn nạn đua xe đường phố. Dưới trướng của Mercer thì hành động này vẫn còn hoạt động tốt. Còn dưới trướng của tôi thì đừng mơ".
Sau đêm vừa rồi, mọi người ai cũng mừng vì đã lấy được xe, The League lấy điều đó làm vui mừng và gọi là chiến công lớn nhất của Ana và người chơi. Vì thế, các tay đua giỏi nhất của The League - Haley, Manta và Ciao - Ciao, đã chính thức kết nạp người chơi và Ana vào The League. Ana đã được Lucas cho toàn quyền sở hữu chiếc Camaro màu vàng của người cha để lại và cả nhóm tiếp tục hành trình đam mê tốc độ.

## Tiếp nhận
Trò chơi nhận nhiều lời phê bình trái chiều.  